# دومنیکو موردینی
دومنیکو موردینی (انگلیسی: Domenico Mordini; ۷ آوریل ۱۸۹۸ – ۱۲ مارس ۱۹۴۸) قایقران اهل ایتالیا بود.